# Bottidda
Bottidda is een gemeente in de Italiaanse provincie Sassari (regio Sardinië) en telt 780 inwoners (31-12-2004). De oppervlakte bedraagt 33,8 km², de bevolkingsdichtheid is 23 inwoners per km².

## Demografie
Bottidda telt ongeveer 293 huishoudens. Het aantal inwoners daalde in de periode 1991-2001 met 2,5% volgens cijfers uit de tienjaarlijkse volkstellingen van ISTAT.
| Jaar | Inwoneraantal |
| ---- | ------------- |
| 1991 | 825           |
| 2001 | 804           |

## Geografie
De gemeente ligt op ongeveer 396 m boven zeeniveau.
Bottidda grenst aan de volgende gemeenten: Bono, Bonorva, Burgos, Esporlatu, Illorai, Orotelli (NU).